# Princes Highway
Princes Highway – nazwa drogi łączącej Sydney w Nowej Południowej Walii, Melbourne w Wiktorii oraz Adelaide i Port Augusta w Australii Południowej. Droga przebiega wzdłuż południowo-wschodniego wybrzeża Australii. Jest częścią drogi Highway 1.

## Oznakowanie

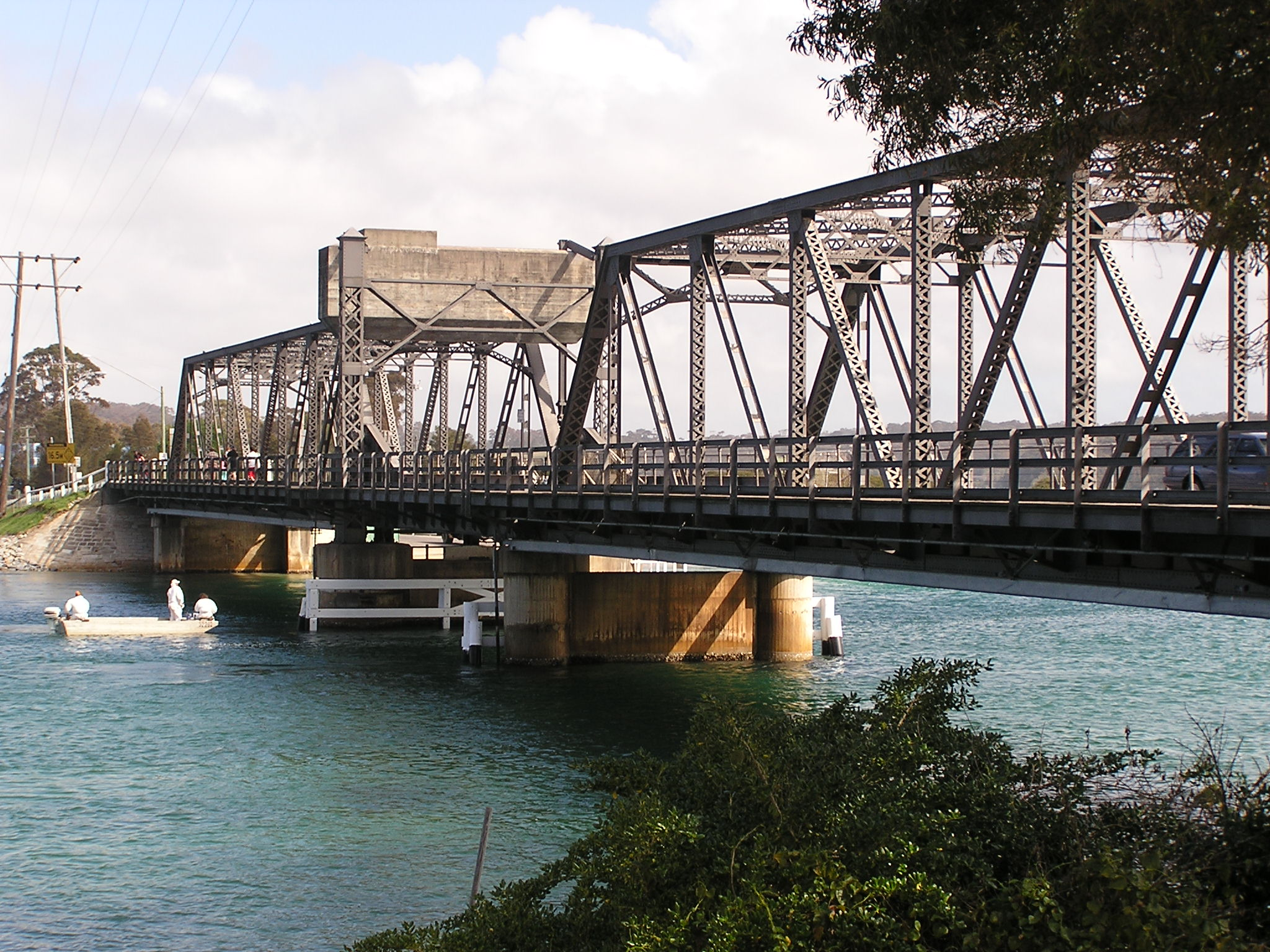
Narooma

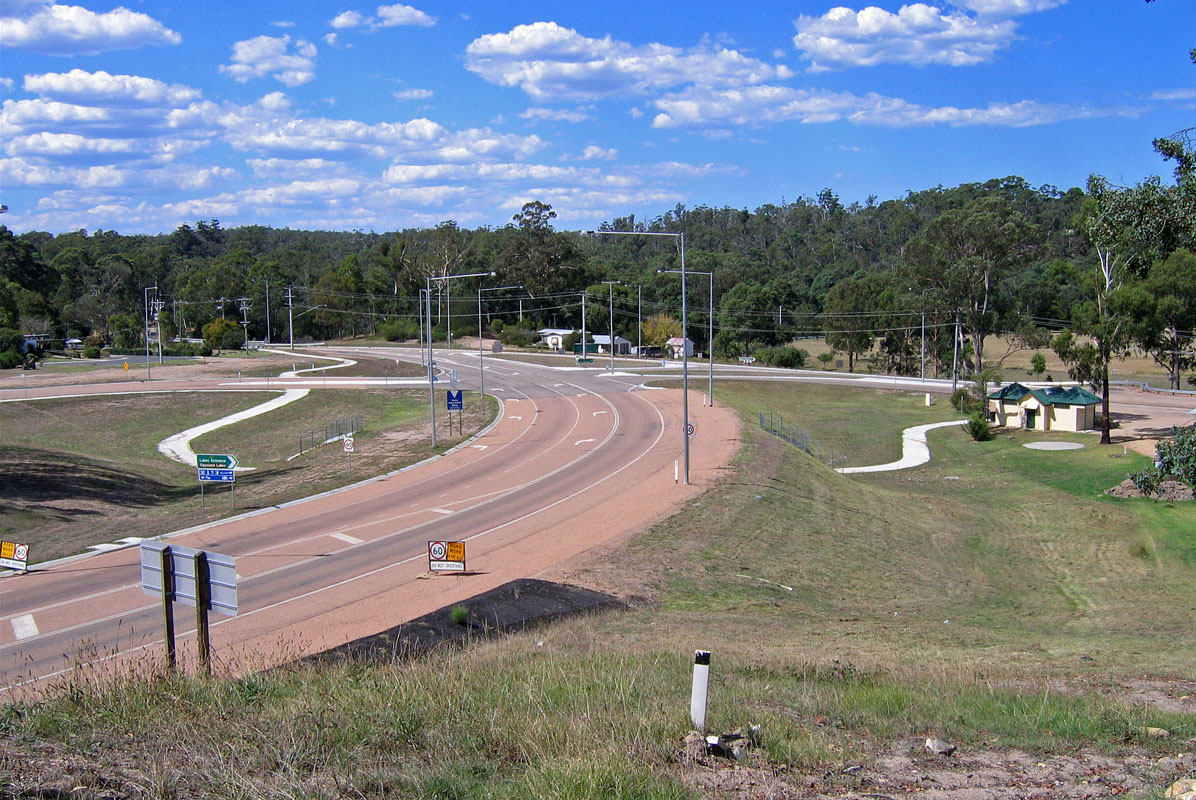
Nowa Nowa

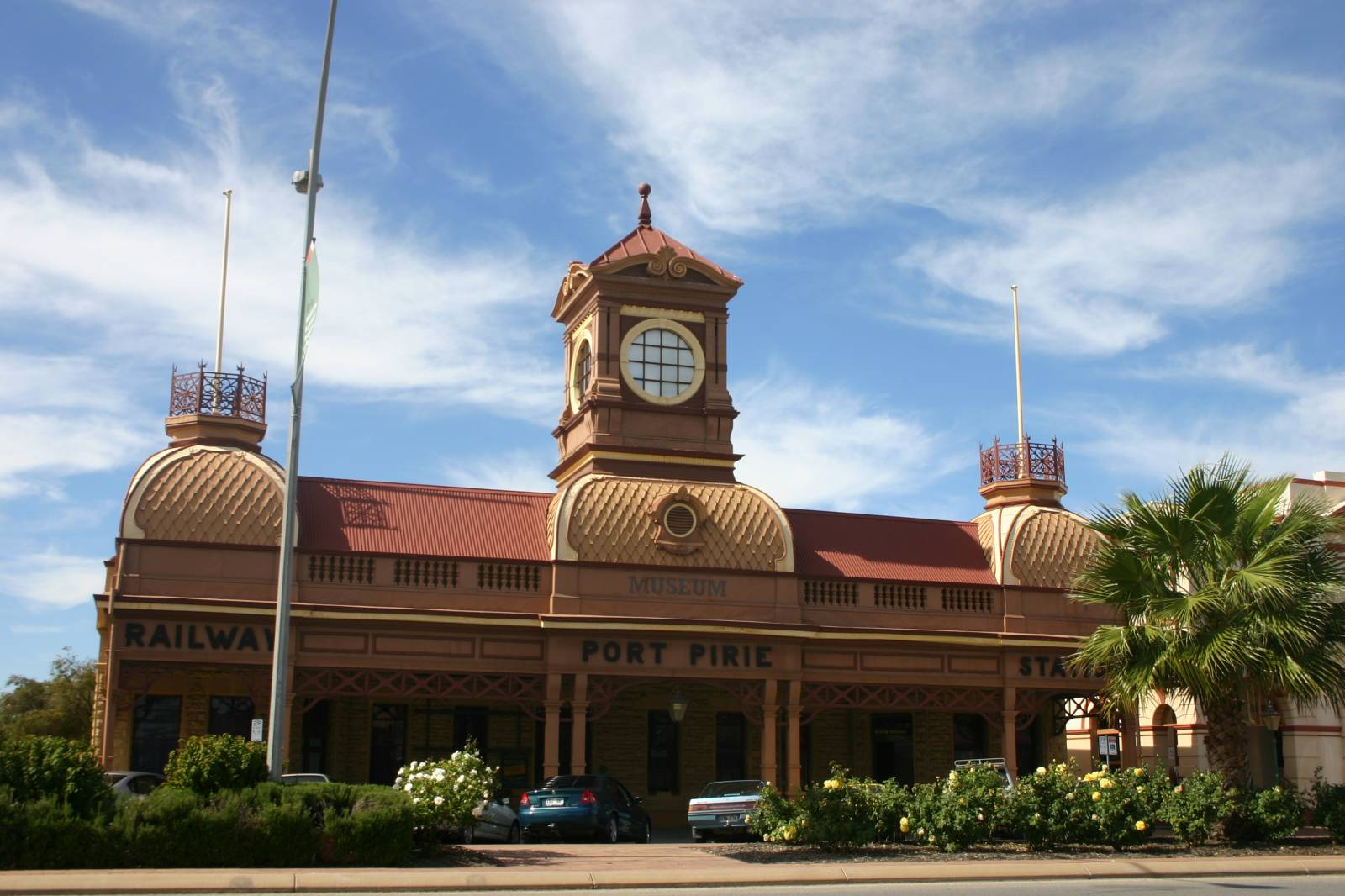
Port Pirie

- Od Sydney do granicy stanów Nowa Południowa Walia i Wiktoria, zob. (Highway 1)
- od granicy stanów Nowa Południowa Walia i Wiktoria do Longwarry
- od Longwarry do Geelong
- od Geelong do Mount Gambier
- od Mount Gambier do Murray Bridge
- od Murray Bridge do Adelajdy
- od Adelajdy do Port Augusta, zob.(Stuart Highway) na tym odcinku.

## Kamera
- Sydney (Blakehurst)